# Ion Țurai
Ion Țurai (n. 17 ianuarie 1907, București – d. 21 septembrie 1970, București) a fost un medic chirurg român, anatomist, membru corespondent (1955) al Academiei Române. A cercetat patologia hipertrofiei de prostată în 1949, iar mai târziu a făcut diferite investigații clinice și experimentale asupra tensiunii arteriale. A studiat șocul chirurgical din punct de vedere fiziopatologic, clinic, profilactic și din punct de vedere al tratamentului.
A studiat medicina la București, fiind elevul lui Francisc Iosif Rainer. A fost asistent și șef de lucrări de anatomie, între 1932-1948 și profesor de chirurgie la Spitalul Floreasca, între anii 1948-1970.
Ion Țurai a fost deputat în Marea Adunare Națională în sesiunea 1952 -1957, ales în regiunea București, circumscripția electorală Drăgănești .

## Premii
- Premiul Academiei Române pentru lucrarea Les troubles locaux dus au froid
- Premiul de stat pentru lucrarea Mica chirurgie fiziopatologică

## Distincții
- titlul de „Medic Emerit al Republicii Populare Romîne” (31 decembrie 1962) „pentru merite excepționale și realizări deosebite in domeniul ocrotirii sănătății oamenilor muncii”[2]

## Lucrări
- Les troubles locaux dus au froid (1946)
- Urgențele medico-chirurgicale (1950)
- Mica chirurgie fiziopatologică (1955)
- Șocul (1957)
- Chirurgia stomacului (1963)